# Blakes Mikrofon
Das Mikrofon von Francis Blake ist in der nebenstehenden Abbildung im Querschnitt abgebildet. Blake erfand es im Jahr 1878.

## Funktionsweise

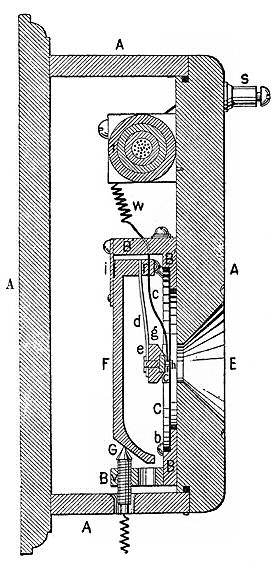
Blakes Mikrofon (Querschnitt)

Bei allen vor Blake angegebenen Mikrofonen war das eine der beiden in der Regel aus komprimierter Kohle bestehenden Kohlenstückchen unbeweglich, während sich das andere innerhalb einer gewissen Grenze frei bewegen konnte und unter dem Einfluss der in Schwingung versetzten Membran mit entsprechend größerer oder geringerer Kraft gegen das befestigte Kohlenstück gedrückt wurde.
Bei den auf diese Weise konstruierten Apparaten war es schwierig, die beiden Kontaktstücke genau in diejenige Lage zueinander zu bringen, die sie einnehmen müssen, um eine klare, biegsame und deutliche Tonübermittlung zu erzielen.
Ferner waren damalige Apparate dieser Art gegen Erschütterungen und atmosphärische Einflüsse überaus empfindlich, weshalb sie auch trotz einer passenden Feineinstellung immer wieder aufs Neue einer Nachjustierung bedurften.
Diesen Nachteil konnte Blake durch sein Mikrofon beseitigen. Dasselbe besteht aus einem Holzgehäuse (A) mit der Schallöffnung (E), die auf eine Membran (CC) führt. Die an das Holzgehäuse angeschraubten Halter (B und B') dienen zur Aufnahme der gegeneinander federnden Kontaktstückchen.
Zunächst ist das Platinkontaktstück (h) durch die Feder (g) leicht an die Membran gedrückt. Das Kohlestückchen (e) ist mittels der Feder (d) ebenfalls so befestigt, dass es mit der Membran frei schwingt. Unter dem Druck der stärkeren Feder (d) leistet es aber den Schwingungen der Membran einen größeren oder geringeren Widerstand, wodurch sich ebenso der aufeinander ausgeübte Druck beider Kontaktstückchen und infolgedessen auch der Widerstand in dem über (S), (w), (g), (h), (e), (d), (F) und (G) führenden Stromkreis verändert.
Durch den an der Feder (l) federnden Hebel (F) und die Stellschraube (G) lässt sich der Apparat leicht einstellen und bedarf danach keiner weiteren Regulierung.

## Andere Fernsprechmikrofone
- Hughes Mikrofon
- Mikrophon von Ader
- Berlinersches Mikrophon